# 마흐디

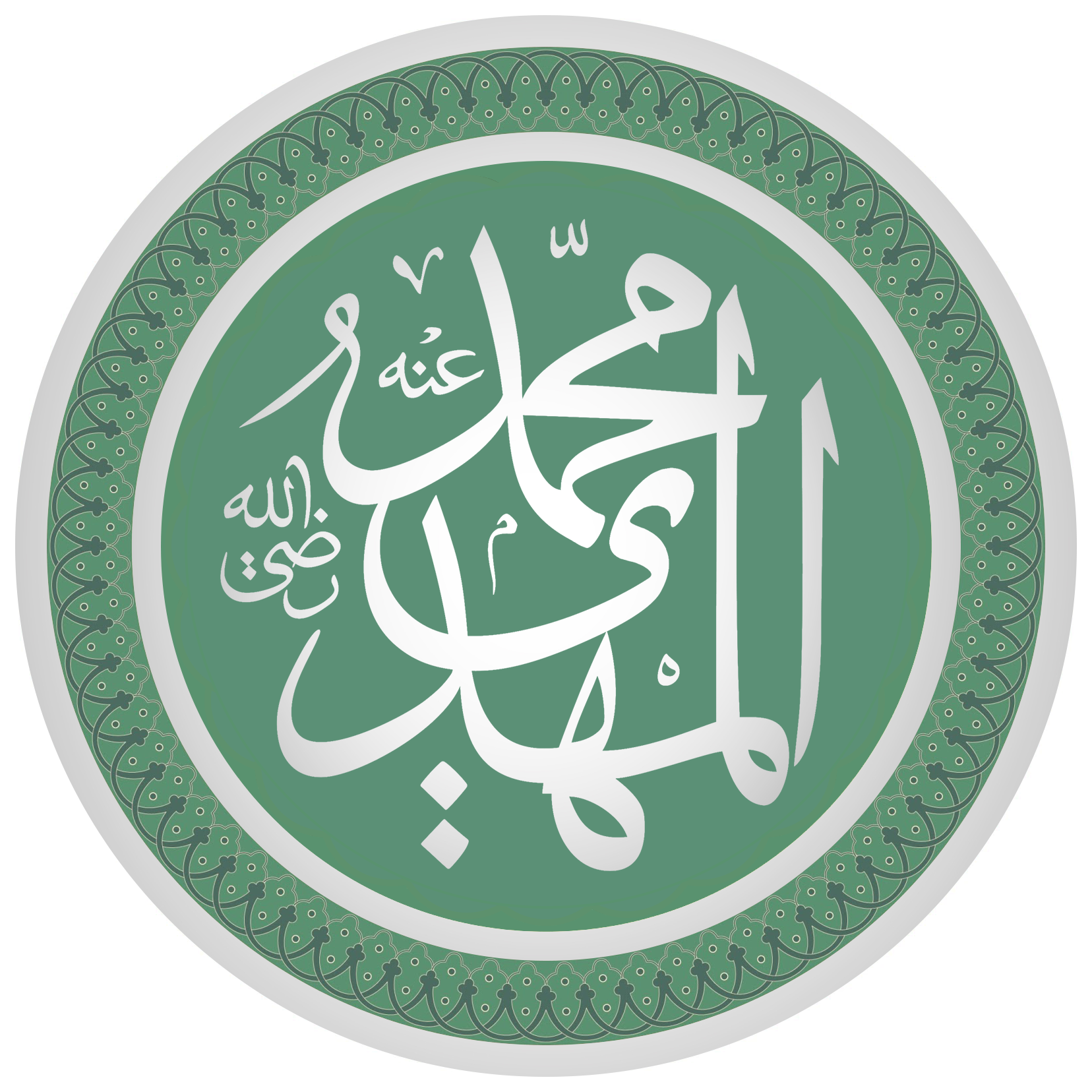
메디나 예언자의 모스크에 나타나 있는 무함마드 알 마흐디의 이름

마흐디(아랍어: مهدي, 안내받은 자) 혹은 메흐디(아랍어: مہدی, 달 중 하나)는 수니파와 시아파의 종말론에서,  심판의 날 전에 지구에 7년, 9년 혹은 19년 동안 머무르면서 죄와 부정, 포악한 세상을 없애는 예언받은 구원자이다.
수니파의 전통에서는 마흐디를 지칭하는 하디스들이 있다. 시아파에서는 마흐디에 대한 믿음이 강력하고 종교 중심적인 생각이고, 사라졌다가 다시 돌아온 모습이 마흐디의 출현과 닮았다고 여겨지는 무함마드 알 마흐디와 가깝게 연결돼 있다.

## 수니파와 시아파에서 공통직인 마흐디의 교리
바하이교 학자 무잔 모멘은 다음 믿음들이 수니파 무슬림들과 시아파 무슬림들 사이에서 유사하다고 여긴다.
- 마흐디는 무함마드의 자손일 것이며, 하산 이븐 알리와 후사인 이븐 알리의 자손일 것이다.
- 그는 무함마드와 같은 이름을 가질 것이다.
- 그의 출현은 악마 마시흐 앗다잘의 출현과 수반될 것이다.
- 라마단과 같은 달에 일식과 월식이 일어날 것이다.
- 빛나는 꼬리를 가진 별이 마흐디가 오기 전 동쪽에서 떠오를 것이다.
- 그는 아랍 제국을 건설할 것이다.
- 그는 재난이나 전쟁과 같은 탄압의 세상을 정의와 공평으로 채울 것이다.
- 그는 넓은 이마와 오똑한 코와 짙은 눈썹이 있을 것이다.
- 그의 얼굴은 달의 표면에서 빛날 것이다.
- 마흐디 대변인의 이름은 이슬람의 예언자의 이름과 쿠란 절의 앞글자인 ی로 시작할 것이다.

## 마흐디라고 주장한 사람들
- 시이드 알리 모하마드
- 하일레 셀라시에 1세
- 디파느가라

## 같이 보기
- 이슬람교
- 알라
- 꾸란